# Humberto Contreras
Humberto Contreras Canales (fl. 20. Jh.) war ein chilenischer Fußballspieler. Der Mittelfeldspieler absolvierte zwei Länderspiele für die chilenische Nationalmannschaft und nahm mit dieser an den Olympischen Sommerspielen 1928 in Amsterdam teil.

## Vereinskarriere
Humberto Contreras spielte 1927 bei den Santiago Wanderers in der Liga de Valparaíso. Ein Jahr später spielte Contreras ein Jahr bei Unión Española, mit dem er die Serie A de la Liga Central de Football de Santiago gewann. Ab 1929 lief Contreras für Everton auf. 1931 gewann er mit dem Klub aus Viña del Mar den Ligatitel der Liga de Valparaíso.

## Nationalmannschaftskarriere
Humberto Contreras debütierte im Dezember 1927 für die chilenische Nationalmannschaft beim Freundschaftsspiel gegen Uruguay. Er wurde für die Olympischen Sommerspiele 1928 in Amsterdam nominiert und absolvierte dort die Partie der Vorrunde gegen Portugal, die La Roja mit 2:4 verlor. Chile gewann die Trostrunde des Turniers, allerdings kam Contreras nicht mehr zum Einsatz.

## Erfolge
Unión Española
- Serie A de la Liga Central de Football de Santiago: 1928

Everton
- Liga de Valparaíso: 1931